# ナポリ歴史地区
ナポリ歴史地区（ナポリれきしちく）は、イタリアのナポリのユネスコ、世界遺産の登録物件名。

## 概要
ナポリの起源は紀元前470年頃にギリシアの植民都市として建設されたことにさかのぼる。当時の町の名前は新しい都市という意味でネアポリス（Neapolis）と呼ばれ、碁盤の目のように整然とした都市計画のもとに整備されていたと考えられている。紀元前4世紀頃に古代ローマの支配下に入る。62年と79年に地震が起こり、深刻なダメージをナポリにあたえたが、復興をとげた。
11世紀にノルマン人のオートヴィル家が侵入してナポリを支配し、その後ホーエンシュタウフェン家の支配に入った。13世紀に入ってアンジュー家がこの地でナポリ王国を興し、ナポリは繁栄を迎える。16世紀前半にアンジュー家が衰えると、ナポリはスペインの支配下に入った。
18世紀以降はブルボン家による支配を受けたが、1860年にイタリア王国へ併合され、その後は他の都市と比べて近代化が遅れ、衰退した。

## 主な建築物

### 王宮
スペイン統治時代の17世紀初頭に、建築家ドメニコ・フォンターナの設計により建築された。以後、ブルボン家を始めとするナポリ王の宮殿（Palazzo Reale）として使用された。

### 卵城
卵城（it:Castel dell'Ovo、カステル・デッローヴォ）は、サンタルチア港の小島に突出して作られた要塞である。もともとはローマ帝国にルクルスが建築した豪華な別荘であった。

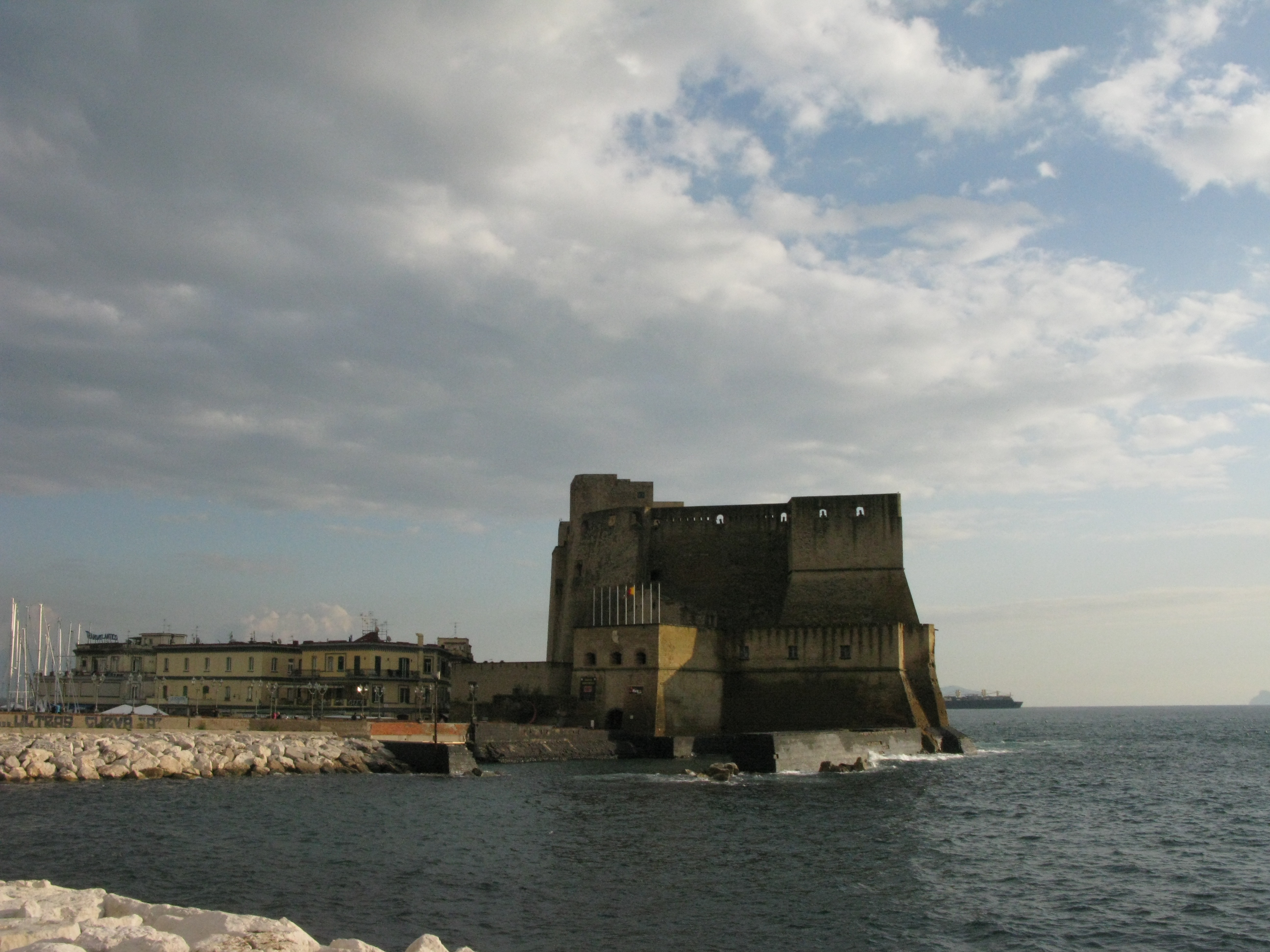
北側から見た卵城

11世紀にノルマン人のオートヴィル家がナポリを支配すると、要塞として機能を拡大する。ノルマン人がこの城を築くにあたって、基礎の中に卵を埋め込み、「卵が割れるとき、城はおろか、ナポリにまで危機が迫るだろう」と呪文をかけたことが城の名前の由来と言われている。アンジュー家統治時代には税を納めるための倉庫に使われた。
卵城の屋上からは、ナポリの街並み、サンタルチア港、遠くにヴェスヴィオ火山までが見渡せる。

### ヌオヴォ城
ヌオヴォ城（Castel Nuovo）は「新しい（Nuovo）城」を意味し、卵城と区別するために命名された。別名アンジュー砦とも呼ばれる。
13世紀にアンジュー家出身のナポリ王カルロ1世が、フランスのアンジェ城をモデルに建築したといわれている。アンジュー家支配末期に度重なる戦闘の舞台となり、大きく破損するが、15世紀から18世紀にかけて改築されて、現在に残る。正面に3つの円筒形の塔を持ち、2つの塔の間に凱旋門が建っている。

### サンテルモ城
サンテルモ城（Castel Sant'Elmo）はナポリの町を見下ろすヴォメロの丘の上に建つ。アンジュー家により1275年頃、初期の城郭が建築され、その後、アンジュー家により拡張された。16世紀には、スペイン人がナポリを支配するところになり、星型の近代城郭へと改修された。

### カテドラル（大聖堂）
14世紀初めに完成。正面は19世紀にゴシック様式に改装された。

### サン・マルティーノ修道院
サンテルモ城の近く、やはりナポリの町を見下ろすヴォメロの丘の上に建つ。建築家ファンザーゴの回廊など、豪華な装飾が残る。

### サンタ・キアラ修道院
アンジュー家の手により、1310年頃に着工したゴシック様式の建物である。第二次世界大戦中の爆撃で破壊されるが、戦後に再建された。

## 登録基準
この世界遺産は世界遺産登録基準のうち、以下の条件を満たし、登録された（以下の基準は世界遺産センター公表の登録基準からの翻訳、引用である）。
- (2) ある期間を通じてまたはある文化圏において、建築、技術、記念碑的芸術、都市計画、景観デザインの発展に関し、人類の価値の重要な交流を示すもの。
- (4) 人類の歴史上重要な時代を例証する建築様式、建築物群、技術の集積または景観の優れた例。

## アクセス
ローマからバスまたは鉄道で2時間半から3時間ほど。